# Your Dance Date with Xavier Cugat
| Recensione | Giudizio |
| ---------- | -------- |
| AllMusic   |          |

Your Dance Date with Xavier Cugat è un album a nome Xavier Cugat and His Orchestra, pubblicato dalla casa discografica Columbia Records nel luglio 1950.

## Tracce

### LP
Lato A
1. I Am a Bum (Strumentale) – 2:45 (Alex Castro) – Registrato nel 1950 a New York
2. Night Must Fall (Strumentale) – 3:24 (testo: Barnett Shaw – musica: Xavier Cugat) – Registrato nel 1950 a New York
3. Cariberia (Voce di Otto Bolivar) – 3:18 (Seri Rey) – Registrato nel 1950 a New York
4. Si Si Si Señor (Strumentale) – 2:45 (Rafael Angulo) – Registrato nel 1950 a New York

Lato B
1. Para que? (Voce di Otto Bolivar) – 3:23 (Líber Eusebio García, Federico Silva) – Registrato nel 1950 a New York
2. Un poquito de tu amor (Strumentale) – 2:51 (Julio Gutiérrez) – Registrato nel 1950 a New York
3. You Can in Yucatan (Capullito de aleli) (Voce di Bob Graham) – 2:29 (testo: Ervin Drake, Jimmy Shirl – musica: Rafael Hernández Marín) – Registrato il 17 dicembre 1947 a Hollywood
4. Rio la yagua (Voce di Otto Bolivar e Boys in Band) – 3:13 (Miguelito Miranda) – Registrato l'11 ottobre 1949 a New York

- Durata brani ricavato dal CD dal titolo "Cugat's Favorite Rhumbas", pubblicato nel 2007 dalla Vocalion Records (7 65387 19482 6)

## Musicisti
- Xavier Cugat – direttore d'orchestra
- Otto Bolivar – voce (A3 e B1)
- Bob Graham – voce (B3)
- Otto Bolivar e Boys in Band – voci (B4)
- Componenti orchestra non accreditati